# فرانسوا مارتورت
فرانسوا مارتورت (بالفرنسية: François Marthouret)‏ هو راوي كتب صوتية ومخرج وممثل فرنسي، ولد في 12 سبتمبر 1943 بباريس في فرنسا.

## وصلات خارجية
- فرانسوا مارتورت على موقع IMDb (الإنجليزية)
- فرانسوا مارتورت على موقع ألو سيني (الفرنسية)
- فرانسوا مارتورت على موقع ميوزك برينز (الإنجليزية)
- فرانسوا مارتورت على موقع أول موفي (الإنجليزية)
- فرانسوا مارتورت على موقع قاعدة بيانات الأفلام السويدية (السويدية)
- فرانسوا مارتورت على موقع قاعدة بيانات الفيلم (الإنجليزية)
- فرانسوا مارتورت على موقع كينوبويسك (الروسية)